# Candinho
José Cândido Sotto Maior, más conocido como Candinho, es un exfutbolista y entrenador retirado brasileño. Jugaba de defensa y su último club como entrenador fue el Al-Ittihad Jeddah Club de la Primera División de Arabia Saudita.

## Trayectoria

### Como jugador
Nacido en la capital de São Paulo y criado en el barrio de Mooca, Candinho comenzó a jugar a los 14 años en Palmeiras. Luego, pasó por el Paulista de Jundiaí, Montreal Olympique y Carabobo Fútbol Club.
Después de solo 13 años con la pelota a sus pies, Candinho terminó abandonando el césped debido a una grave fractura. Años más tarde, decidió comenzar su carrera como entrenador. Regresó al club como entrenador en varias ocasiones. Corinthians es otro equipo en el que se recuerda su trabajo.

### Como entrenador
Candinho comenzó su carrera como entrenador en equipos del interior de São Paulo. En Portuguesa, fue donde obtuvo el mayor reconocimiento profesional, llevándolo en 1996 a la final del Campeonato Brasileño (perdido ante Grêmio, en Porto Alegre).
Candinho se hizo cargo de Corinthians por primera vez a fines de 1997, sabiendo que no se quedaría por mucho tiempo. Amenazado con el descenso a la Serie B, el equipo lo contrató. Candinho aceptó el desafío: entrenar al equipo solo en las últimas tres rondas de esa competencia. Ganó dos y, por lo tanto, hizo lo suficiente para liberar a los corintios del descenso. Todavía permaneció en el cargo durante la disputa de un torneo amistoso (el Festival de Fútbol Brasileño), pero, a principios del año siguiente, fue reemplazado por Vanderlei Luxemburgo.
Fue entrenador asistente del mismo Vanderlei en la selección brasileña, entre 1998 y 2000. Después de que el entrenador se fue, Candinho fue entrenador interino para un juego contra Venezuela, ganándole 6:0. A finales de 2000, Candinho regresó a Corinthians en una situación similar, pero esta vez el balance fue desastroso: nueve derrotas y solo un empate en el Campeonato Brasileño de Fútbol 2000 (también conocido como Copa João Havelange).

### Como gerente de fútbol
Lejos de las canchas desde 2007, cuando comandaba al Al-Ittihad, Candinho tomó el lugar dejado por Toninho Cecílio en la gestión futbolística de Palmeiras. Después de un breve período en Alviverde, aún como entrenador, en 2005, Candinho repitió su pobre desempeño también en su nuevo puesto y, meses después, fue reemplazado por el exjugador César Sampaio.
Meses después, se le pidió que fuera el gerente de un viejo conocido en un momento crítico: la Portuguesa, que acababa de descender a la Serie A2 Paulista.